# Comarca de l'Eo-Navia
La Comarca de l'Eo-Navia és una de les vuit comarques en què està dividit el Principat d'Astúries i comprèn els concejos de:
- A Veiga
- Bual
- Castropol
- Cuaña
- Eilao
- El Franco
- Grandas de Salime
- Navia
- Pezós
- Samartín d'Ozcos
- Santalla d'Ozcos
- San Tiso d'Abres
- Tapia de Casariego
- Taramundi
- Valdés
- Vilanova d'Ozcos
- Villayón

Encara que l'Estatut d'Autonomia d'Astúries preveu la divisió del territori asturià en comarques, encara no estan desenvolupades oficialment.
En aquesta comarca, exceptuant el municipi de Valdés, s'hi parla gallec eonavienc. La zona asturiana de parla gallega es coneix també com Terra Eo-Navia i forma part de la Galícia irredempta.